# Chiastocaulon dendroides
Chiastocaulon dendroides là một loài rêu tản trong họ Plagiochilaceae. Loài này được (Nees) Carl miêu tả khoa học lần đầu tiên năm 1932.